# 變形金剛：領袖的挑戰
《變形金剛：領袖的挑戰》(Transformers: Robot In Disguise)是一部美國製作的電腦動畫，由孩之寶(Hasbro)旗下的變形金剛系列為基礎創作，由美國孩之寶工作室(Hasbro Studio)、卡通頻道附屬之Darpy Pop Production、日本的Polygon Picture多方合作製作。本作品屬於孩之寶的聯合宇宙世界觀(Aligned continuity)中的其中一部份，是在2010年播放到2013年的《變形金剛：領袖之證》(Transformers Prime)的續作。
本系列第二季在2016年2月20日開市播放，並且有一些前作的就角色回歸，在2016年9月10號開播以天王星為主要反派的6集迷你系列，不過該系列之後被定調為本系列第三季，並在10月在美國播放。第四季也是系列最終季增加了「合體之力」(Combiner Force)的副標題，在2017年4月29號開始播映到2017年11月11日播出第四季第26集結束，總共71集。
相較於其他作品，本作為其他諸如《變形金剛：Cyberverse》(Transformers: Cyberverse)和《大黃蜂》(Bumblebee)等以大黃蜂為主角的作品首開先例。

## 劇情

### 第一季
在前作劇場版完結後已經過了三年，賽博坦(Cybertron)已經恢復生機和輝煌的文明，也已經不再和地球頻繁的往來。儘管作為戰爭英雄，但大黃蜂在新的社會中僅僅擔任一名警察，職階是中尉(Lieutenent)。在某天他和菁英衛隊的實習警察(Elite Guard cadet)思昂搭檔去追捕一名在卡恩城(Kaon)的柯博文雕像前飆車的飆車犯斯韋伯時，他受到了柯博文的幻象的召喚，要求他前往地球。
在那之後，出於意外，大黃蜂和思昂、斯韋伯一起穿過了太空橋來到地球，並且找到一艘墜毀的運囚船「煉金術士號」(Alchemor)，以集運囚船僅剩的船員，一位叫做阿修的迷你金剛，而原先關在靜滯艙中的數百名狂派罪犯都逃脫了。因此，他們開始踏上將所有囚犯緝捕歸案的道路，並在逮捕了第一個囚犯鋼鎖後，加上人類盟友克雷父子在地球成立了「大黃蜂小隊」，並以克雷父子經營的廢金屬回收廠為基地。第一季的主要對手除了許多出現在單一集數的狂派之外，還有由狂派金剛鋼鉗組成的一支隊伍，包括雷蹄、鐵牙、獵骨、獵骨的迷你金剛神風和潛炸、取締。
之後，賞金獵人飄移和他的迷你金剛滑流和天暴也加入大黃蜂小隊，而女性博派金剛風刃也出現在地球上，在柯博文復活後也不時會加入大黃蜂小隊前來支援。之後揭露運囚艦墜毀的始作俑者是密卡托納斯，十三至尊裡的墮落金剛，他用計使煉金術士號墜毀，並命令鋼鉗執行各種任務以將他從封印中釋放。在密卡托納斯被釋放出來後，大黃蜂小隊的成員加上柯博文最後集合眾人之力終於擊倒他，並逮捕了雷蹄、鐵牙等鋼鉗的狂派金剛同伴，不過鋼鉗依然在逃。儘管可以回到賽博坦，但是在克服了對自己擔任領袖的不安後，大黃蜂選擇留在地球上繼續行動。

### 第二季
在密卡托納斯被擊敗後，鋼鉗在地球上找到另一批狂派金剛，駐紮在煉金術士號當時墜毀、分裂的後半截船體上，由光衝、撒克和劍角率領，其據點稱之為「狂派島」。之後，博派們分成兩隊行動，其中一隊由柯博文率領，成員包括飄移、滑流、天暴、風刃，另一隊由大黃蜂率領，持續留在金屬回收場的基地。在博派持續抓捕狂派的過程中，鋼鉗試著取得狂派島的一席之地，並招募更多同伴，包括越獄的雷蹄、取締、比斯克、摔角手擊地者、負載、無政府主義者火羽、寶藏獵人彈簧負荷等人。
之後，阿修修復了金屬回收場中的陸地橋，但是不完全修復的陸地橋卻讓在前作中困於暗影空間的音波得以逃脫，不過之後被大黃蜂小隊族阻止、並重新封印回暗影空間。
之後，大黃蜂和柯博文的隊伍會合，在找回前作的老隊友飛輪後，前往狂派島進行逮捕，並成功使用停止炸彈逮捕了大多數狂派罪犯，並釋放了被他們奴役的眾多迷你金剛。之後他們修復出了一艘飛船，柯博文小隊的人員將所有狂派罪犯送回賽博坦，而大黃蜂小隊則持續留在地球上，而漂移也留在地球、正式成為大黃蜂小隊的隊員。

### 第三季(迷你系列)
在狂派島一役後，一群狂派拾荒者來到地球尋找大戰的遺留物，並和一群武裝迷你金剛合作，藉此獲得強化和武器。而回歸的天王星也來到地球，雇傭了三名雇傭兵，影鎖、粗糙邊緣和剃刀角，他的目的是想找到黑暗星辰劍、迷你金剛們，並以此獲得強大的力量、重建狂派帝國，並向密卡登報復。在從迷你金剛鋸牙得到真相後，其他迷你金剛們決定離開狂派拾荒者，並在經過戰鬥後最終與博派結盟。在和天王星及其手下的後，儘管天王星一度取得全部七個迷你金剛和黑暗星辰劍的力量，但是最後還是被擊敗，最後都被柯博文逮捕，黑暗星辰劍也被妥善安置，而迷你金剛們則搭乘飛船尋找「他們永遠不會再被打擾的地方」。

### 第四季：合體之力
在戰勝天王星和拾荒者後，大黃蜂小隊和衝鋒派交戰，這五個狂派金剛可以合體成巨大的萬能喪士。但同時，大黃蜂小隊也獲得了變成合體金剛─超級大黃蜂的能力。
在成功掌握合體能力、並在月球上擊敗衝鋒派後，柯博文將狂派押送在他的船上，並且招募了大黃蜂隊伍中的漂移和他的學徒去執行一項特殊任務。與此同時，音波在一群啟動者迷你金剛的協助下士著逃離暗影區域，而鋼鉗、鐵牙、雷體和火羽也回歸並製造混亂，試圖抓捕大黃蜂小隊以換取在賽博坦的神秘人撤銷他們的前科。音波最後儘管成功逃力暗影空間，但是被擊敗，並被帶回賽博坦受審。最後發現，其時賽博坦最高議會已經被五名狂派滲透金剛入侵，分別是狂飆、網躍、暴齒輪、天劫和驚踏，他們洗腦了賽博坦、控制了軍隊和警察、並暗中策劃賽博坦對地球的征服。最後，這五名狂派合體成為格威龍和超級大黃蜂在議會中決戰，最終以大黃蜂小隊取得勝利、賽博坦重新回歸秩序。
在柯博文成立了新的最高議會後，大黃蜂小隊以大使的身分回到地球繼續行動，保護這顆星球免於任何威脅，並繼續追捕在逃的鋼鉗。

## 角色

### 博派(Autobot)

#### 大黃蜂小隊(Bee Team)
由大黃蜂率領、在地球活動的小隊，以廢金屬回收場為據點。
大黄蜂(Bumblebee)，由前作配音員威廉‧弗烈德(William Fridle)回歸聲演。
在本作中，大黃蜂毫無疑問是擔綱主角的位置，儘管其造型跟前作領袖之證相差較大，不過同樣維持黃色的主色調外觀，並有紅色條紋點綴，但在第二季從柯博文那裡學到改變塗裝的能力。其臉部較接近人類，在戰鬥時會閣上戰鬥面罩。個性較為成熟穩重，不過偶爾會被側掃(Sidewipe)感染、做出一些不太成熟的行為。就像本作中文標題所言，本作的大黃蜂經常質疑自己是否有資格帶領致一支隊伍。不再配備前作的內建雷射砲，而使用一把短槍和「狂派抓捕器」作為武裝。變形為一輛具有未來風格的跑車。在第四季第二集開始可以和隊員合體成為合體金剛超級大黃蜂(Ultra Bee)，在合體狀態下大黃蜂為主要軀幹部分。
在第一季第一集時揭露，接續領袖之證劇場版的劇情後，大黃蜂在賽博坦擔任警察，職階是中尉，並且享有很高的聲望。某天大黃蜂和思昂在卡隆城(Koan)追捕飆車犯側掃的過程中，意外通過太空橋(Space Bridge)而來到地球，並且因為地球上沒有太空橋的關係而受困於此。在遇到墜毀的運囚艦「煉金術士」(Alchemor)上的迷你金剛阿修、逮捕了第一個越獄犯鋼鎖後，加上人類盟友丹尼‧克雷和羅素‧克雷父子，在地球成立了大黃蜂小隊，原始目的是將逃脫的囚犯全數緝捕歸案，之後更加入了賞金獵人武士飄移和他的兩個學徒，滑流和天暴。
在第一季時不時會聽見或看見已經犧牲的柯博文的幻象，但在第一季最末柯博文回歸時，並確認那些是柯博文本人的影像。在第三季開始被為了爭奪迷你金剛而回到地球的天王星而俘虜交戰，之後被隊伍救出、並在迷你金剛們的協助下獲得勝利。在第四季對抗狂派合體金剛隊伍衝鋒派、並獲得成為合體金剛超級大黃蜂(Ultra Bee)的能力、與特技金剛合體成的萬能喪士對峙。在第四季最後一集回到賽博坦、以合體金剛的姿態對戰、並擊敗了偽裝成最高議會的狂派成員，但是之後選擇和自己的小隊成員回到地球繼續行動。
思昂(Strongarm)，由康斯坦絲‧齊莫(Contance Zimmer)聲演。
大黃蜂小隊成員，女性賽博坦人，身體以藍色和白色的警察塗裝為主，在隊伍中力量僅次於鋼鎖，變形成警車。賽博坦菁英衛隊學院的訓練生，原本和大黃蜂搭檔，但後來隨著大黃蜂一起來到地球。個性比較一板一眼，專注於規則，謹遵學院裡的訓練和教條，因此時常和個性自由的斯韋伯起衝突。稱呼大黃蜂為「中尉(Lietanant)」。在賽博坦變形為一輛懸浮警車，來到地球後掃描地球警車，武器是一柄短槍，和狂派捉捕器，通常變形成十字弩或長槍。在戰鬥時可以合上戰鬥面罩。在合體時變形成右臂的部分。
斯韋伯(Sideswipe)，由達倫‧奎斯(Darren Criss)聲演。
大黃蜂小隊成員，和過往斯韋伯在各個作品中的形象都不太相同。個性隨和、厭惡權威和規則，崇尚刺激和樂趣，也因此經常和死板的思昂、或是後期加入的漂移起衝突。身體以紅色為主，頭部造型有三個類似頭髮的突起。身手矯捷，是小隊中速度最快的成員，以武士刀為武裝，在戰鬥時可以合上戰鬥面罩。在賽博坦時變形成懸浮車，在地球時掃描一輛跑車，並有「速」的中文字塗裝。在合體時變形成左臂的部分。
鋼鎖(Grimlock)，由卡里‧珮頓(Khary Payton)聲演。
大黃蜂小隊成員，前狂派，是大黃蜂小隊第一個逮捕的罪犯，不過在發現其本性不壞之後就讓他加入隊伍了。恐龍金剛，變形成機械暴龍。和前作電玩同名人物無關，身體以綠色為主，不過變形的機構和過往的各種鋼鎖大致類似。個性天真單純，有些魯莽，不太聰明，但對隊友非常關心。自身的身體就是武裝，力量最強大的成員，變形成暴龍時甚至會更強大。不過因為變形型態的關係，無法在人多的地方活動，通常會站在一輛拖板車上、披上一大塊布，由思昂拖行。在合體時變形成雙腿的部分。
阿修(Fixit)，由米區‧惠特菲爾德(Mitchell Whitfield)聲演。
大黃蜂小隊成員，迷你金剛，身體以橘色為主，下半身是一對輪子而不是雙腿，雙手是類似夾子的構造，負責後勤，煉金術士號僅剩的船員。個性有點古怪，對一些他人敬而遠之的東西特別有興趣。有點短路，經常會無法說出特定詞彙，不過敲一下自己就會好了。在第二季時揭露煉金術士號上原來有有數十名和阿修一模一樣的迷你金剛。
漂移(Drift)，由艾瑞克‧鮑薩(Eric Bauza)聲演。
大黃蜂小隊成員，前狂派罪犯，舊名死鎖(Deadlock)，之後成為博派賞金獵人，在被大黃蜂拯救過後加入大黃蜂小隊。個性認真嚴肅，因此有時會和崇尚自由的斯韋伯起衝突，在對待自己的兩個學徒尤其嚴格，不過事實上還是非常關心他們。變形成一輛跑車。在合體時變形成一隻巨劍。
天暴(Jetstorm)，由羅傑‧克雷格‧史密斯(Roger Craig Smith)聲演。
迷你金剛，前罪犯，漂移的學生，身體以紅色為主，使用長刀作為武器。平時變形成圓盤、收納在漂移的手臂上。
滑流(Slipstream)，由羅傑‧克雷格‧史密斯聲演。
迷你金剛，前罪犯，漂移的學生，身體以黑色為主，使用雙棍作為武器。平時變形成圓盤、收納在漂移的手臂上。

#### 其他博派
柯博文(Optmus Prime)，由彼得‧庫倫(Peter Cullen)再次聲演。
前博派領導人，從死亡中回歸。在第一季顯示他在前作最後跳入火種源之井犧牲後並未真正死去，而是在一個至尊空間、受到微米至尊(Micronus Prime)的訓練，在第一季不時顯示各種幻想給大黃蜂，直到第一季最末集為了對抗密卡托納斯回歸。造型和前作差異較大，較為修長，不過其經典的紅藍配色到是沒變，在回歸後期過再次強化而變得較為粗壯，並且有飛行能力。武器為一隻大劍，在第三季和緯迄今剛合體後頸部後方出現雙管能量砲。變形成一量充滿未來風格的卡車，包含車廂的部分。在第二季在地球上率領另一批博派隊員活動，和大黃蜂小對分開。在之後則以自己的一艘太空船為主要據點。率先發現賽博坦最高議會有異狀的人，因此和自己的一些老手下合作調查。在格威龍被擊敗後成立新的最高議會。
風刃(Windblade)，由克莉斯蒂‧吳(Kristy Wu))聲演。
女性博派戰士，身體以紅色和黑色為主，臉部有類似日本藝妓的紅色紋路和髮飾般的黃色結構。變形成垂直起降戰鬥機，個性隨和好相處。在地球各處設有存放武器的地點。
爵士(Jazz)，由阿里夫.S‧金臣(Arif S. Kinchen)聲演。
博派戰士，變形成跑車，個性風趣，很「酷」而被側掃崇拜。
鐵漢(Bulkhead)，由凱文‧麥可‧李察森(Kevin Michael Richardson)聲演。
前作角色，變形成怪獸卡車的大塊頭，體型和外觀設定和前作維持類似，但是標誌性的大下巴不見了。在第四季映柯博文的要求前辣地球之圓他，短暫協助大黃蜂小對。由前作配音員回歸聲演。
飛輪(Ratchet)，由傑弗瑞‧康布斯(Jeffrey Combs)聲演。
前作角色，身體以紅色和白色為主，變形成救護車。在後期因應柯博文的要求支援他的行動而出場。由前作配音員回歸聲演。
急先鋒(Blurr)，由馬克斯‧密特曼(Max Mittelman)聲演。
在本作同世界觀的作品《變形金剛：救援機器人》中的角色，在第二季的其中兩集客串出場。斯韋伯的好友，身體以藍白色為主，速度極快。個性隨和，但剛出場時因為優秀的表現而遭到斯韋伯忌妒，但在之後化解。
爆炸波(Blastwave)
博派賞金獵人，在第四季出場，為了追捕思昂成成為小偷的好友夜拉(Nightra)來到地球。力量強焊，因為發聲器受損不能說話。雖然在本劇未變形，但是根據其玩具顯示變形成一輛雙管坦克。和密卡托納斯共用動畫模組，身體以綠色為主。

#### 廢金屬回收場(Scrapyard)
大黃蜂小隊的據點，由克雷父子經營，煉金術士號墜毀時船體分裂，前半段船體就砸在這裡。
丹尼‧克雷(Denny Clay)，由泰德‧麥金利(Ted McGinley)聲演。
羅素的爸爸，個性樂天的中年大叔，喜歡收集各種一般人不在乎的金樹廢棄物，並當作寶貝珍惜，也喜歡自己動手作、有時甚至牽涉賽博坦科技， 因此偶爾會和阿修爭執。和羅素有時不太能互相理解，但願意花時間了解他，並且永遠將羅素的安全當作第一重要的。大黃蜂小隊的人類盟友，在需要人類的場合負責扮演各種不同工作的人。有一輛破舊的卡車。
羅素‧克雷(Russel Clay)，由史圖特‧艾倫(Stuart Allan)聲演。
丹尼的兒子，喜歡刺激的少年，愛看恐怖電影，在前期比較會為了找刺激而跟去大黃蜂小對出任務，但後其個性較為成熟後就鮮少這麼做了。和丹尼的關係還不錯，雖然不太能互相理解，但是相互關心。大黃蜂小隊的人類盟友，在需要人類的場合負責扮演各種不同工作的人。不擅長運動。

### 狂派(Decepticon)
接續《領袖之證》後的故事觀，本作的狂派已經解散、密卡登也不再活動，因此本作中的狂派成員大多是逃犯或是幫派。
鋼鉗(Steel Jaw)，由特洛伊‧貝克(Troy Baker)聲演。
在逃狂派，機器人型態酷似狼人，體型高大，個性狡猾、騙術高超。其目的是為自己奪取地球，並將地球打造成一個適合狂派生活的星球。在最終季為了不讓大囚被最高議會的狂派搶去而協助大黃蜂一行人在賽博坦的行動。
雷蹄(Thounderhoof)，由法蘭克‧史戴隆(Frank Stallone)聲演。
在逃狂派，機器人型態長有巨大的鹿角，可以重踏地面造成震波，變形成耕耘機時鹿角變成車輛前方的耙。
鐵牙(Underbite)，由連姆‧安布萊恩(Liam O'Brien)聲演。
在逃狂派，力量巨大，還可以吃下金屬增強力量。個性粗野，對自己的力量有絕對的自信。變形成一輛重型懸浮車輛。
密卡托納斯(Megatrous)，由吉爾‧蓋洛德(Gil Gerard)聲演。
墮落金剛，被放逐的十三至尊，利用鋼鉗釋放自己。體型高大，極為強悍，在第一季最末出場時集合眾人之力才擊倒他。身體以灰色為主，臉部有黑色的面具。
獵骨(Fractrue)，由凱文‧波洛克(Kevin Pollak)聲演。
狂派賞金獵人，使用魚骨劍當作武器。有兩個迷你金剛。
神風(Airrazor)
獵骨的迷你金剛之一。和《變形金剛：野獸戰爭》之同名人物毫無關聯。
潛炸(Divebomb)聲演
獵骨的迷你金剛之一。
取締(Clmpdown)，由吉姆‧康寧斯(Jim Cummings)聲演。
在逃狂派，螃蟹型變形金剛，個性懦怯，為了自己的安全可以輕易出賣隊友，因此常被雷蹄暴力對待。
彈簧負荷(Springload)，由約翰‧史蒂文‧羅夏(John Steven Rocha)聲演。
在逃狂派，青蛙型變形金剛，癡迷於尋找失落之城「多拉達斯」，體表上有酸性液體覆蓋，直接碰觸會造成燒灼感。
火羽(Quillfire)，由安迪‧米勒(Andy Miller)配音
在逃狂派，無政府主義者與陰謀論者，背上的刺可以發射出去，造成狂笑或電擊等不同效果，但哪一根刺會造成什麼樣的效果，連他自己也不知道。

#### 狂派島(Decepticon Island)
在煉金術士號墜落時，後半段的船體墜毀在這座無人島上，被釋放出來的狂派並以此為據點行動，並且奴役了大量類似阿修的迷你金剛為他們做事。
薩克(Scorponok)，由維克特‧班迪特(Victor Brandt)聲演。
狂派島領導人之一，變形成巨型蠍子，在機器人型態時可以巨大的鉗子和尾部的螫刺當作武器。體型和一般變形金剛類似。
光衝(Glowstrike)，由葛雷‧格里芬(Grey Griffin)聲演
狂派島領導人之一，變形成巨型瓢蟲。
劍角(Saboehorn)，由佛瑞德‧塔塔西奧(Fred Tatasciore)聲演。
領導人之一，變形成巨型獨角仙，使用單手劍做為武器，劍術高超，也可以用頭上的大角衝撞對手。

#### 報應號(Nemesis)
本作中成為天王星的船艦。
天王星(Starscream)，由前作配音員史帝夫‧布倫(Steve Blum)回歸聲演。
在第三季回歸，並透露他在領袖之證的劇場版後，遭到掠獸金剛追殺而一路逃進報應號的武器庫，僥倖啟動其中的武器消滅追兵，之後發現了藏在其中的武裝金剛，並運用密卡登留下的研究資料發現，這些武裝金剛單個都可以提供使用者強大的力量，當同一個變形金剛同時裝備七個迷你金剛的力量時將會勢不可擋。
造型變得更加接近G1動畫，故事中的說法是為了強化升級後的結果。其目的是為了奪取迷你金剛加強自身力量，和微型傳說的背景相當類似。一度成功得到所有七個迷你金剛的力量而變得超強，但是最後在所有人的共同努力下被消滅、並被帶回關押。
粗糙邊緣(Rough Edge)
天王星雇傭的傭兵之一，主要武裝是火焰噴射器。
暗鎖(Shade Lock)，由柯克·桑頓(Kirk Thornton)聲演。
天王星雇傭的傭兵的領導者。
剃刀角(Razorhorn)
天王星雇用的傭兵之一，昆蟲金剛。

#### 衝鋒派(Stunticon)
合體金剛隊伍，於第四季出現，可以合體成巨大的萬能喪士。
汽車大師(Motormaster)，由崔維斯·威林姆(Travis Willingham)聲演
一如往常擔任衝鋒派的首領，也是萬能喪士的身體部分。身材高大、維持類似G1動畫中的設定，身體以黑色、灰色和紫色為主，變形成一輛未來科技風格的大卡車，具有厚重的裝甲、可以輕鬆彈開大部分的雷射攻擊。個性蠻橫暴燥，以力量壓制其手下，因此在合體時的控制能力不佳。
尋熱(Heatseeler)，由麥基‧凱利(Mikey Kelley)聲演。
本作增加的新成員，在第四季第一集登場，成為衝鋒派第一個登場的成員。身體以灰色為主色調，以身紅色和深紫色點綴，載具模式是四輪重型越野車，可以從引擎蓋處發射無法擺脫的熱追蹤導彈，在機器人型態則是從小臂發射。在合體模式下變形成萬能喪士的左腳。個性狂妄。他的熱追蹤導彈在零距離的引爆下，初次讓大黃蜂小隊合體成超級大黃蜂。
莽破(Wildbreak)，由戴夫‧威登堡(Dave Wittenberg)聲演。
本作增加的新成員，在本作第四季第六集出現。和搶劫共用動畫模組，只有同步和顏色不一樣，身體以深灰色為主色調，特殊能力是釋放出衝擊波，短暫癱瘓敵人，不過對其同伴不會造成影響。載具模式是和搶劫一樣的未來風格跑車。個性膽小，和搶劫關係不錯，在兩人中是比較天真被動的那一個。可以和搶劫合體成為搶破。
搶劫(Dragstrip)，由莫里斯·拉馬什(Maurice LaMarche)聲演。
和G1的設定中一樣的成員，在本作第四季第六集出登場。和莽破共用動畫模組，但身體以土黃色為主色調，有部分的紫色點綴。可以使用氮氣達到極快的瞬間加速，在機器人模式下可以從背後發動，其在本作中第一次發動此能力再次讓大黃蜂等人合體。變形成和莽破一樣的未來風格跑車。個性上並不顯著，和莽破關係不錯，是兩人中比較主導的那一個，曾經顯示出想要脫隊自立的想法，不過還算照顧莽破。可以和莽破合體成為搶破。
裂痕(Slashmark)，由多次在變形金剛作品中配音的大衛‧凱伊(David Kaye)聲演。
本作增加的新成員，在第四季第10集〈失序人格〉(Disordered Personalities)中初登場，和尋熱共用機器人型態和載具型態的動畫模組，但身體以靛紫色和淺灰色為主，臉部為深紅色，變形成四輪重型越野車，可以用威力強大的輪胎在馬路上留下裂痕，在啟動時輪胎會發出綠色光芒，並可以在機器人形態時取下、握在手中當作環型武器使用。個性喜好戲劇化，講話的語調有著誇張的抑揚頓挫，但是有點過度認真。
此版本中，除了衝鋒派可以全員可以合體成為萬能喪士外，也展現了兩名成員之間也可合體的能力：
搶破(Wildstrip)，由搶劫的配音員莫里斯·拉馬什聲演
由莽破和搶劫合體而成，體型約是一般變形金剛大小的兩倍，軀幹是搶劫的土黃色。
熱痕(Heatmark)，由尋熱的配音員麥基‧凱利聲演
由尋熱和裂痕合體而成，體型是兩人的總和，在第四季第12集〈黃金騎士〉(The Golden Knight)初次登場。
萬能喪士(Menasor)，由汽車大師的配音員崔維斯·威林姆配音
由衝鋒派全體合體而成，但因為汽車大師總是用暴力和恐懼控制手下而效果不佳。

#### 最高議會(Council)
賽博坦最高治理機構，但是被狂派秘密入侵，並洗腦民眾。
狂飆(Cyclonus)，由哈利‧藍尼克斯(Harry Lennix)聲演。
潛入者領導人，合體時成為格威龍的軀幹。
網躍(Cyberwarp)，由布魯克·L·戈德納(Brooke L. Goldner)聲演。
潛入狂派之一，女性變形金剛，最為最高議會的宣傳門面，但最後良心不安。
暴齒輪(Riotgear)
潛入最高議會的狂派之一。
天劫(Skyjack)
潛入最高議會的狂派之一。
震踏(Treadchock)
潛入最高議會的狂派之一。

#### 其他狂派
音波(Soundwave)，由G1配音員法蘭克‧威爾克(Frank Welker)回歸聲演。
前作角色回歸，不過相比於前作只有一句台詞，本作中的台詞要多得多，以類似G1動畫時的電子音說話。第一次回歸勢在大黃蜂小隊對空間橋的架設實驗而成功從暗影空間中逃脫，但初次逃脫時因為被困在夾縫空間中太久、戰鬥實力下降、最後又被丟回夾縫空間中。之後再次逃脫，並將載具型態改為重型四輪車輛，機器人型態的體格也變得比較粗壯。在第四季時命令其手下的啟動金剛們替他偷走大黃蜂小隊的狂派捕捉器。武裝包括和前作一樣的觸手還有肩上的機關砲，實力強大。
雷射鳥(Laserbeak)
音波胸口的磁帶金剛。
負載(Overload)，由戴夫‧芬諾伊(Dave Fennoy)聲演。
在逃狂派金剛，裝甲厚實、幾乎到無堅不摧的地步。曾經對大黃蜂造成重創。

## 集數
| 季數 | 集數 | 原始日期       | 原始日期       |
| 季數 | 集數 | 首集播出       | 末集撥出       |
| ---- | ---- | -------------- | -------------- |
| 一   | 26   | 2015年3月14號  | 2015年9月12號  |
| 二   | 13   | 2016年2月20號  | 2016年5月14號  |
| 三   | 6    | 2016年10月22號 | 2016年12月3號  |
| 四   | 26   | 2017年4月29號  | 2017年11月11號 |

## 播放狀況

### 美國
本系列原本計畫在孩之寶和探索頻道的合作平台Hub Network上播出，但是在該頻道在2014年10月7號改名為「Discovery Family」的六天前，宣布本系列改由卡通頻道首播。孩之寶工作室總裁是邸分‧代為斯人為卡通頻道更是合播放變形金剛系列內容，較以男孩為主要觀眾，而Hub Network則偏向女性客群。在此合作平台和孩之寶工作室成立之前，變形金剛系列卡通就曾經在卡通頻道播出了。
本系列於2015年3月14號黃金時段手播了第一集和第二集的試播集，之後在3月21號重播了第一集  。第二集從2016年2月20號播出到5月14號，第三季則從10月22號開播，直到12月3號結束。第四季從2017年4月29號開播，直到同年11月11號播放最終集。

### 國際放映狀況
2015年1月13號，卡通頻道宣布獲得本系列的全球播映權，和前作領袖之證的狀況類似。
有許多國家的播放時間都比美國更早。以下表整理：
| 國家或地區                     | 日期          | 平台                                |
| ------------------------------ | ------------- | ----------------------------------- |
| 澳洲                           | 2月21日       | 卡通頻道                            |
| 法國                           | 2月9日        | Canal J                             |
| 葡萄牙                         | 3月2日        | 比格斯                              |
| 英國、愛爾蘭、馬爾他           | 3月7號        | 卡通頻道                            |
| 希臘、希臘賽佛洛斯、中東、北非 | 3月7號        | 卡通頻道                            |
| 義大利                         | 3月9日        | K2                                  |
| 阿拉伯                         | 3月13日       | 卡通頻道(阿拉伯)                    |
| 加拿大                         | 3月21日       | Teletoon                            |
| 印度                           | 5月23日       | 印度卡通頻道(英語)\üiacom18(印地語) |
| 克羅埃西亞                     | 2018年4月23日 | RTL Kockica                         |

在英國CITV，第一季於2016年1月4日開始在周間的晨間節目時段播放，第二季則從3月開始首播。
而在日本，本系列於2015年3月15日開始在Animaxg上播放，翻譯為《トランスフォーマー アドベンチャー》，為「變形金剛大冒險」的意思。第一季在6月14日播放到第13集時中斷，並於9月20日從第14集恢復放映。原來的片頭曲則被更改成〈拯救未來！〉和〈TRY☆トランスフォーマーアドベンチャー↑↑↑〉兩曲，並由孩之寶的長期合作夥伴多美負責行銷販賣。

## 同名作品
本作副標題「領袖的挑戰」原文為「Robot in Disguise」，直譯為「隱藏中的機器人」的意思，最早的出處是在1984年推出的變形金剛G1動畫中的片頭曲歌詞。目前，跟變形金剛有關的「Robot in Disuise」共有兩部作品、一條產品線：
- 變形金剛：Car Robot

本作是在2001年由日方所推出的變形金剛動畫作品，在引進美國時更名為「Transformers: Robot In Disguise」。共39集，已經在2002年全數播放完畢。
- 《變形金剛：領袖之證》玩具產品線

在2010年所播出的《變形金剛：領袖之證》在2012年推出的玩具產品線也叫做「Robot In Disguise」，在玩家之間有時會以「RID」的簡稱進行稱呼。
- 變形金剛：隨時變形

本作是由IDW在2012年開始連載的系列刊物，副標題同樣為「Robot In Disguise」。在2015年時，配合《領袖的挑戰》電視動畫開始播放、為了避免混淆而將刊物名稱縮減為《Transformers》。